# Ugress
Ugress é um projeto de música eletrônica. O homem por trás deste projecto é Gisle Martens Meyer, residente de Bergen na Noruega. A palavra "ugress" em norueguês tem como significado uma erva daninha (não confundir com cannabis).
O estilo da música de Ugress pode ser relacionado com outros artistas como Crystal Method, Chemical Brothers e Propellerheads. Algumas semelhanças com Röyksopp têm sido sugeridas, mas Ugress é descrito como tendo uma forma mais "suja" em seu estilo. Ugress usa muitas amostras ou trechos de artistas, filmes (de preferência filmes de terror antigos) e programas de TV. Ugress não é o único projeto de Gisle Martens Meyer, na realidade, é um dos vários projetos diferentes na Uncanny Planet Records.

## Discography
- E-Pipe - limited edition 12" LP (2000)
- Ugress Promo EP - limited edition CD (2001)
- Loungemeister - limited edition 12" LP (2002)
- Resound (2002) - esse álbum subiu para o segundo lugar na tabela de hits da Noruega.[1]
- La Passion de Jeanne d'Arc - soundtrack to a silent movie - Limited Edition CD (2003)
- Cinematronics (2004) - esse álbum subiu para o terceiro lugar na tabela de hits da Noruega.[2].
- Cowboy Desperado - Promo CD only (2005)
- Film Music - Selected Cues 2002-2006 (2006)
- Unicorn (2008)
- Reminiscience (2009)

Ugress também lançou alguns álbuns gratuitoss, disponíveis em seu site oficial:
- Sophisticated Wickedness (Fevereiro/2006)
- Retroconnaissance (Maio/2006)
- Kosmonaut (Outrubro/2006)
- Chromosome Corrupt (Setembro/2007)